# Список типов тканей
Список видов и типов тканей:
| # А Б В Г Д Е Ё Ж З И К Л М Н О П Р С Т У Ф Х Ц Ч Ш Щ Э Ю Я |

## А
- Ажур — ткань со сквозным орнаментом из различной пряжи (хлопковой, шёлковой, шерстяной), а также изделие из такой ткани. Особенно популярен ажур был в первой половине XIX века.
- Аксамит — золотая или серебряная ткань с травами и разводами, плотная и ворсистая, как бархат. Чтобы выдержать тяжесть золотых (или серебряных) нитей, ткань формировали из шести нитей — двух основных и четырёх уточных. Узор на ткани делали с помощью крученой золотой нити.
- Акрил — бумажное синтетическое волокно с рядом доказанных высоких качеств. Формоустойчивое, защищенное от моли.
- Алтабас — плотная шёлковая ткань с орнаментами или фоном из золотой или серебряной нити, разновидность парчи. Алтабас ценился очень высоко и применялся для нужд царского двора, церкви.
- Альпака — лёгкая ткань из шерсти лам альпака в технике полотняного или саржевого переплетения, а также шерсть одноимённого домашнего животного. Альпака разводят в Боливии и Перу. Шерсть мягкая, тонкая, с шелковистым блеском, очень ценная.
- Атлас — плотная шёлковая или полушёлковая ткань атласного переплетения с гладкой блестящей лицевой поверхностью. При атласном переплетении уток выходит на лицевую поверхность через пять и более нитей основы. Этим достигается особая гладкость ткани. Атласы могут быть как гладкими, так и узорчатыми.
- Афгален — шерстяная ткань с характерной, более светлой (по сравнению с общим фоном) полосой в основе (долевой). Чередующиеся полосы (светлая и темноватая — теневая) образуют типичный, растушеванный, с наложенными тенями рисунок путём переплетения в основе двух нитей. Ткань легкая, иногда среднетяжелая, обычно гладкокрашеная или пестротканая. Из неё шьют дамские пальто.
- Ацетат — вискоза с ацетатной основой. Ткань легкая и гладкая. Легко стирается, формоустойчивая.

## Б
- Байка — мягкая, плотная хлопчатобумажная или шерстяная ткань с густым начесанным ворсом. Из хлопчатобумажной байки шьют теплое белье, женскую или детскую одежду, пижамы, домашнюю одежду. Байка идет и на изготовление легких одеял. Шерстяную байку используют для пошива демисезонных пальто.
- Бареж — шелковая воздушная ткань на хлопчатобумажной основе для шарфов, вуалей и т. п.
- Бархат — ткань с разрезанным ворсом, которую получают посредством особого переплетения нитей: четыре попарно образуют верхнюю и нижнюю основу, а пятая — ворс[1]. Бархат с высоким ворсом называют плюшем. Ещё существует уточный бархат, который называют полубархатом, плисом или вельветом. Расцветка бархата может быть самой разнообразной.
- Батист — льняная, тонкая, легкая и нежная на ощупь ткань, которая вырабатывается полотняным переплетением из очень тонкой гребенной пряжи в основе и утке. Из батиста шьют детское и дамское белье, блузки, платья; батист используется на носовые платки.
- Бифлекс — это одна из разновидностей синтетического трикотажного полотна. За счет высокого содержания лайкры бифлексовая ткань отлично тянется (до 300 %) в любую сторону, благодаря чему она отлично сидит, не теряет формы и не стесняет движений во время танца. Бифлекс часто используется для пошива платьев для латиноамериканской программы.
- Брезент — плотная парусина, пропитанная огнеупорными или водоотталкивающими и противогнилостными составами, как правило желто-коричневого или зелёного цвета.
- Брокат — тип парчи.
- Букле — грубая ткань полотняного переплетения, из фасонной пряжи, имеющей крупные узелки, расположенные на некотором расстоянии друг от друга, в основе и утке́ или только в утке, в результате чего ткань приобретает шишковатую поверхность. Некоторые виды этой ткани вырабатываются из крученой пряжи в основе и утке, мелкоузорчатым переплетением.
- Бумажная ткань.
- Бумазея — плотная хлопчатобумажная ткань саржевого, реже полотняного переплетения с начёсом на одной, обычно изнаночной, стороне. Благодаря начёсу бумазея очень мягка, пушиста, хорошо сохраняет тепло. Выпускается набивной, гладкокрашеной, иногда отбелённой. Употребляется для пошива тёплого белья, женских платьев и кофт, мужских рубах.
- Бурет — шелковая одноцветная ткань, отличающаяся грубой, на ощупь жесткой неровной поверхностью, без блеска, тяжелая, обычно естественного цвета. Из неё шьют дамские костюмы, блузки, платья, пальто, спортивную одежду.
- Бязь — хлопчатобумажная плотная ткань полотняного переплетения, бумажный холст, бурметь. Бязь выпускается суровой (неотделанной) и белёной, набивной и гладкокрашеной. Белёная бязь обычно называется полотном. Появилась в России в XVI веке, а в старину привозилась из Азии. Использовалась для опашей, кафтанов и другой верхней одежды как подкладка. В XVIII—XX вв. отбелённая бязь служила для пошива нижнего солдатского белья, так как была дешевле миткаля. Гладкокрашенную бязь использовали для подкладки и дублирования костюмных и пальтовых тканей, набивную — для женских и детских лёгких платьев.

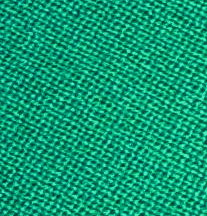
Байка (зелёное сукно для бильярдного стола)
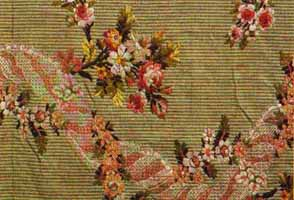
Брокат
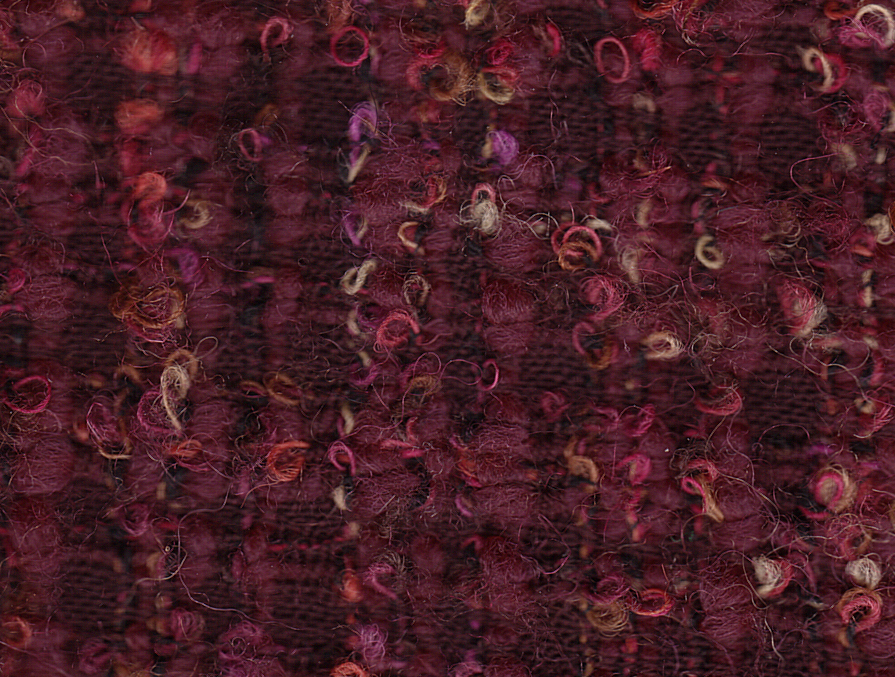
Букле

## В
- Ватола (устар., местн.) — то же, что дерюга, толстая и грубая ткань[1] полотняного переплетения из пеньки. В России использовалась крестьянами, шла на мешки, покрытия возов и пр.[2]
- Вельвет — хлопчатобумажная ткань с рядами ворсовых пучков. Ткань с узким рубчиком называется вельвет-рубчик, с широким — вельвет-корд.
- Велюр — (от фр. velours — бархат) — общее название мягких ворсовых материалов, имеющих бархатистую лицевую поверхность, к которым относятся как ткани (хлопчатобумажные, из искусственного шёлка, шерстяные), так и фетр, кожа.
- Вискоза — создается из целлюлозы при помощи вискозного метода. Великолепные качества в носке. Огнеустойчива, хорошо стирается. Ткани, в состав которых входит вискоза, более практичны, чем шёлк или лён.
- Виссон — тончайшая ткань, неоднократно упоминаемая в исторических источниках, в Священном Писании. Состав спорен, материалом часто называют лён или нить, выделяемую некоторыми видами моллюсков. Из виссона изготавливались одежды первосвященников, царей, фараонов, в них одевались центурионы и патриции, в него заворачивали мумии фараонов. Такая популярность объяснялась высочайшим качеством этой материи, её легкостью, тонкотканностью и прочностью. К примеру, пару перчаток из виссона можно сложить в скорлупу грецкого ореха.
- Войлок — плотный материал из валяной шерсти или из синтетических волокон.
- Вуаль — тонкая хлопчатобумажная ткань полотняного переплетения.

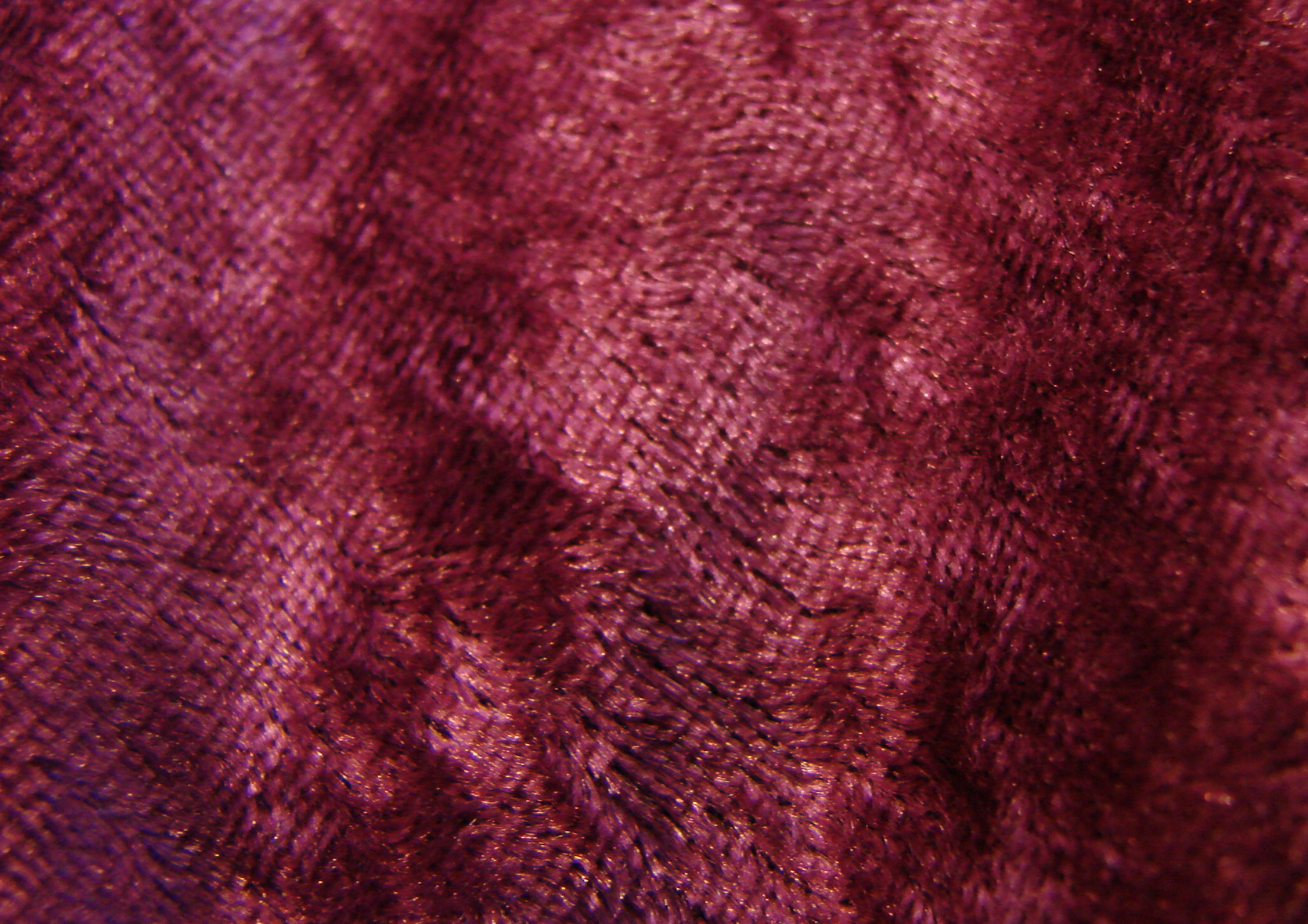
Велюр
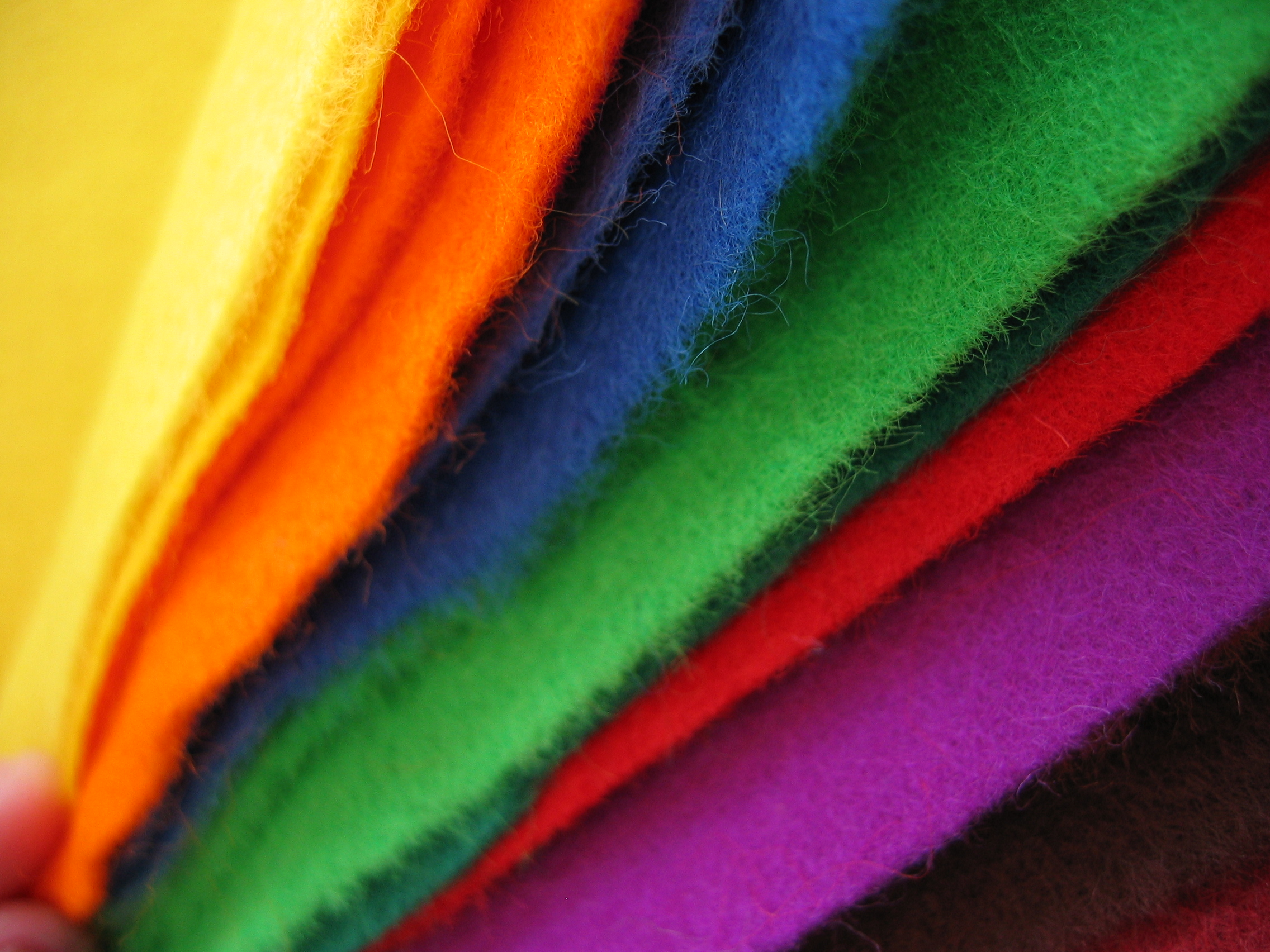
Войлок

## Г
- Габардин — шерстяная ткань, вырабатываемая из мериносовой пряжи, очень тонкой, кручёной в два конца для основы, и менее тонкой, одинарной — для утка. Благодаря применению особого вида переплетения — сложной саржи, на лицевой поверхности образуется резко выраженный мелкий рубчик, идущий наклонно под углом 60-70°. Из габардина шьют весенне-летние мужские и женские пальто, а также костюмы и некоторые виды офицерского обмундирования.
- Газ — лёгкая, прозрачная ткань особого газового переплетения. В процессе ткачества две нити основы переплетаются с одной нитью утка́ и не уплотняются при этом. За счёт пространства между нитями газ вырабатывается нежным и полупрозрачным.
- Гипюр (фр. guipure, англ. venice lace — венецианское кружево) — плетёное кружево с выпуклым узорным рисунком, в котором элементы рельефного неправильного узора соединены между собой тонкими связками.
- Глазет (от фр. glace — лощёный) — ткань, похожая на парчу, с шёлковой цветной основой и узорами из золота и серебра[3].
- Гобелен — шерстяная, на ощупь мягкая ткань с длинным блестящим ворсом. Вырабатывается эта ткань сложным крупноузорчатым переплетением из трех, четырёх и более систем нитей; она двухслойная, тяжелая или среднетяжелая, крупноузорчатая, гладкокрашеная или меланжевая. Из данной ткани шьют дамские пальто, зимние мужские и дамские костюмы, юбки, спортивные куртки.
- Гомеспун — шерстяная, грубая, мелкозернистая и эластичная ткань, среднетяжелая, на ощупь жесткая, колючая, ворс без последующей подстрижки. Такую ткань вырабатывают обычно саржевым переплетением. Из гомеспуна шьют мужскую одежду, пиджаки, дамские костюмы, пальто.
- Грезет — однотонная ткань из шерсти или низкосортная шелковая с мелким цветочным узором.
- «Гро-» — корень названий тканей, содержащих шёлк:
  - Грогрон — дорогостоящий гладкокрашеный шелк высшего качества;
  - Гроденапль — очень плотная гладкокрашеная шелковая ткань, шла на изготовление шляпок, цилиндров, дамской обуви;
  - Гродетур — плотная немнущаяся гладкокрашеная шёлковая ткань темных цветов, употреблялась в облачениях священников. Также известна как «гарнитур».
- Губертус — шерстяная легкая, иногда средне-тяжелая ткань, на ощупь мягкая. Поверхность ткани ворсованная (с последующей подстрижкой).

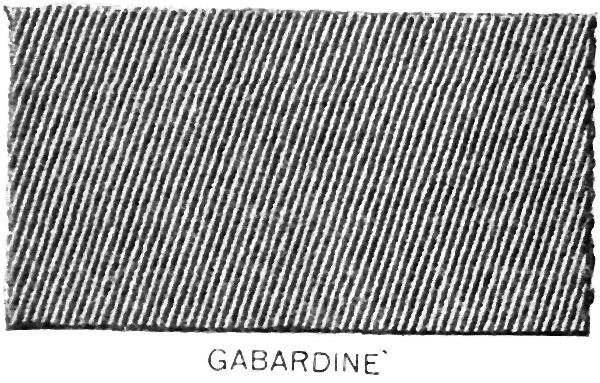
Габардин

## Д
- Дамаст — ткань обычно шёлковая, одно- или двухлицевая с рисунком (обычно цветочным), образованным блестящим атласным переплетением нитей, на матовом фоне полотняного переплетения.
- Дамаск (ткань) — дамасковая ткань, чаще дамасковый шелк. Изначально предназначалась для церковного облачения и обивки мебели. Затем лишь некоторые, более легкие виды — для одежды. Сегодня дамасковой тканью называют шелковую, шерстяную или хлопчатобумажную ткань полотняного или копрового переплетения, иногда в комбинации с атласным с характерным рисунком.
- Деворе — ткань с рисунком, полученным выжиганием (химической вытравкой) части волокон.
- Демикотон — очень плотная и жесткая ткань двойного атласного переплетения.
- Деним — грубая, плотная ткань саржевого переплетения, из которой Ливай Страусс сшил первые классические джинсы. Традиционно у денима в индиго окрашена только нить основы, но не уто́к. Для получения денима других цветов (в частности, чёрного) применяются красители на основе серы.
- Дерматин — хлопчатобумажная ткань с нитроцеллюлозным покрытием, нанесённым на одну или обе стороны ткани; заменитель кожи, дешёвый отделочный материал.
- Дерюга — грубая полотняная ткань из пеньки.
- Джинсовая ткань, джинса, деним.
- Джерси — шерстяное (чаще всего) трикотажное полотно.
- Джутовая ткань — натуральный экологичный материал с широкими возможностями использования. Ткань делается из волокон одноимённого растения — джут, который обладает водоотталкивающими свойствами, прочностью, и воздухопроницаемостью. Благодаря этому джутовое полотно активно используют в строительстве, сельском хозяйстве, транспортировке различных продуктов и товаров.
- Диагональ — плотная ткань из хлопчатобумажной пряжи, устойчивая к истиранию и сохраняющая яркость цветов в течение долгого времени. Для диагонали характерны резко выраженные рубчики на поверхности, расположенные под углом больше 45° к кромке ткани; они получаются в результате соответствующего подбора соотношений плотности и толщины основы и утка, а также применения специального переплетения нитей.
- Дифтин — хлопчатобумажная ворсовая ткань, гладкокрашеная (окрашивают её в готовом виде, в куске), иногда пестротканная, с шелковистым блеском, очень густым ворсом на правой стороне. В процессе изготовления ткань ворсуется на лицевой стороне с последующей подстрижкой. Из дифтина шьют спортивные куртки, одежду для мальчиков, женские куртки.
- Донегаль — шерстяная плотная ткань, на ощупь жесткая. Характерна неровностью, ворс без подстрижки. Чаще ткань меланжевая, иногда поверхность ткани в узелках. Из неё шьют мужскую спортивную одежду, пиджаки, куртки, дамские пальто.
- Драдедам — ворсовая шерстяная ткань, дешёвое сукно.
- Драп — (фр. drap — сукно), тяжёлая, плотная шерстяная ткань сложного переплетения из пряжи аппаратного (суконного) прядения. Драп состоит обычно из двух слоёв, благодаря чему обладает высокими теплоизолирующими свойствами. Лицевая сторона ткани часто вырабатывается из более высококачественной шерсти, чем изнанка. В зависимости от структуры и рисунка переплетения драп может быть ворсованным и неворсованным, одно- и многоцветным, с гладким лицом и рисунчатой подкладкой. Из драпа шьют зимние и демисезонные пальто.
- Дубль — шерстяная, на ощупь грубая, жесткая ткань. Тяжелая, гладкокрашеная или меланжевая. Вырабатывают её двойным переплетением. Фактура ткани бывает как байка, войлок, велюр. Обычно из данной ткани шьют дамские и мужские пальто.
- Дымка — прозрачная шелковая ткань.
- Дюшес — шелковая одноцветная плотная ткань с гладкой поверхностью, на ощупь плотная. Из натурального шелкового дюшеса шьют дамские платья, синтетическую ткань этого типа используют как подкладочный материал, на подстежки.

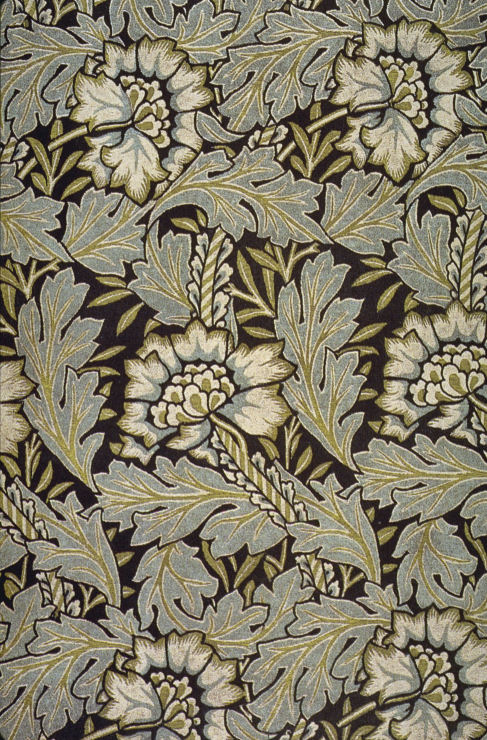
Дамаск
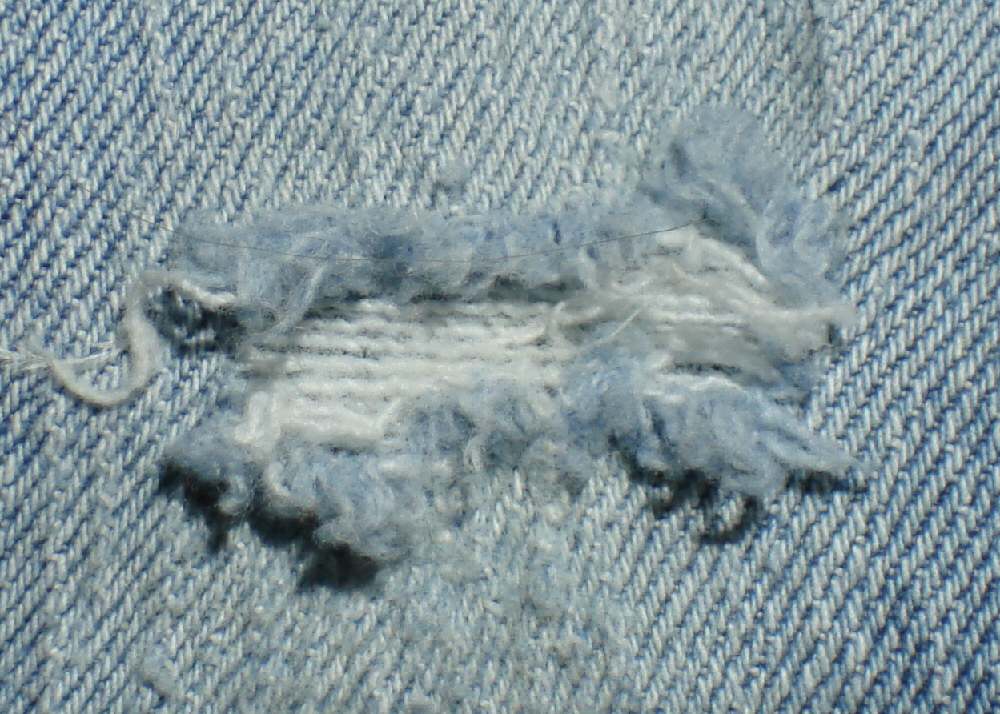
Деним (джинса)
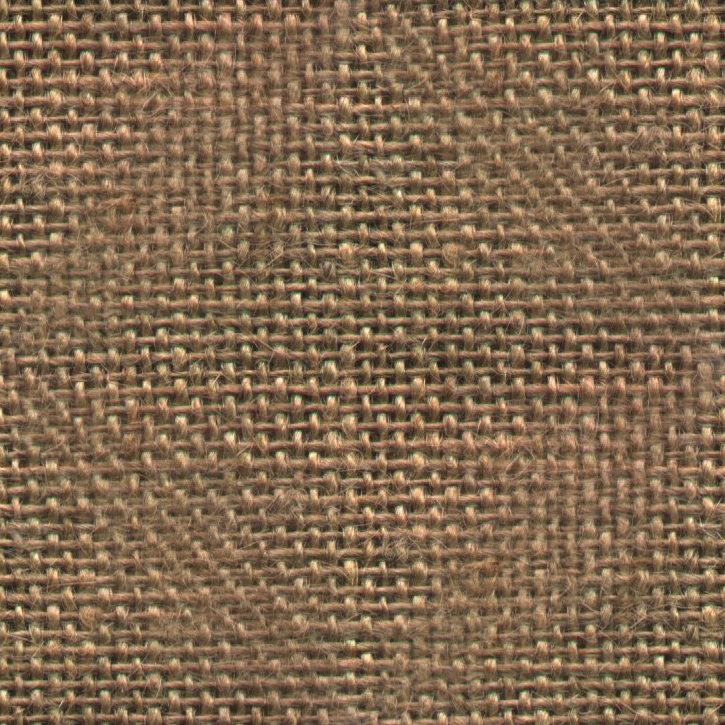
Джут

## Ж
- Жаккард — плотная ткань с крупным узором. При этой технологии тканого переплетения рельефный рисунок вплетается в основу. Количество нитей как основы, так и утка может достигать нескольких сотен, ткань выполняется на специальных жаккардовых ткацких станках.
- Жатка — Под общим названием «жатка» подразумевается ткань, обладающая рельефной, слегка растягивающейся поверхностью.
- Жоржет — шерстяная, лёгкая, очень тонкая, полупрозрачная ткань, на ощупь жестковатая. Вырабатывается полотняным переплетением (в основе плотность нитей значительно выше, чем в утке). Выпускается гладкокрашеной и напечатанной. Эта ткань похожа на креп-жоржет. Из жоржета шьют дамские нарядные платья, блузы.

## З
- Зарбаф, изорбаф — золотая или серебряная ткань с узорами шёлковыми, серебряными и золотыми.
- Зефир — хлопчатобумажная ткань с характерными узкими продольными полосками, называемыми «просновки», которые образуются утолщёнными нитями основы или цветными нитями.

## И
- Изгребина — грубая ткань из вычесок, оческов, остатков пакли или льняного полотна, в России использовалась крестьянами[2].

## К
- Казинет — хлопчатобумажная или шерстяная одноцветная ткань для недорогой верхней одежды, дешёвой униформы.
- Каразея — грубая шерстяная ткань неплотной фактуры, известная с XIII века.
- Карбон — сверх прочная ткань для изготовления бронежилетов и шлемов стиль милитари. Сделана из углеволокна. Есть более прочная материя с использованием нанотрубок.
- Камлот — старинная, плотная, тёмная шерстяная или хлопчатобумажная ткань, грубая, диагонального переплетения.
- Канифас (бельевой) — хлопчатобумажная ткань, мелкоузорчатая в основе, обычно светло-синего, розового, жёлтого, зелёного и нежно-фиолетового цвета. Вырабатывается ткань жаккардовым переплетением. Из неё шьют постельное белье, нижнее белье, одежду.
- Камвольная — камвольные (гребенные) ткани — шерстяные и полушерстяные ткани, выработанные из пряжи гребенного (камвольного) способа прядения[4].
- Канва (ткань) — сетчатая хлопковая, льняная (или смешанная по составу) ткань, а также основы из других материалов. Применяется для вышивания счётным крестом, несчётным крестом, гладью, гобеленовым швом, в ковровой технике и так далее для изготовления подушек, ковров, вышитых картин, сумочек, шкатулок и другого, иногда как прокладочный материал в одежде. Основа для вышивки бывает нескольких видов. Это Аида и Хардангер, канва равномерного переплетения (хлопок), канва неравномерного переплетения (лён и льняные смеси), пластиковая канва, накладная канва для вышивки по одежде (она подразделяется на удаляемую выдёргиванием и водорастворимую), перфорированная бумага, страмин.
- Кашемир — чистошерстяная, легкая, мягкая ткань, матово-блестящая, вырабатывается диагональным переплетением. По характеру расцветки кашемир может быть гладкокрашеным, пестротканым, меланжевым, набивным. Рисунки на ткани разнообразны; встречаются с восточными мотивами. Из данной ткани шьют дамские платья, блузки.
- Кепер — хлопчатобумажная или льняная грубая ткань; фактура материала — диагоналевые полосы (подобно габардину или вельвету-корду).
- Кевлар — прочная ткань используется для изготовления мото костюмов, бронежилетов, шлемов и пр.
- Кирза — плотная, прочная, многослойная хлопчатобумажная ткань. Термин чаще используется в отношении обувной кирзы — композитного материала, состоящего из обработанной плёнкообразующими веществами многослойной хлопчатобумажной ткани (фактической кирзы). Используется как заменитель кожи. Поверхность обувной кирзы подвергают тиснению для имитации фактуры свиной кожи.
- Кисея (муслин) — чрезвычайно легкая, прозрачная бумажная ткань полотняного переплетения.
- Китайка (ткань) — хлопчатобумажная ткань полотняного переплетения синего цвета. В России использовалась крестьянами для рубах, сарафанов и пр.[2]
- Клоке — шерстяная или шелковая ткань, гладкокрашеная, с неравномерно ворсистой поверхностью. Ткань легко сминаема, что способствует быстрому её износу, деформации. Из данной ткани шьют нарядные платья, дамские летние пальто. Шелковое клоке рекомендуют на нарядные женские платья, выходные платья для торжественных случаев молодым девушкам.
- Коленкор — хлопчатобумажная ткань полотняного переплетения, для белья, отделки, подкладок.
- Коломянка — шерстяная пёстрая домотканая ткань; или же одноцветная льняная фабричная, обычно светлых тонов, иногда с добавлением пеньки ткань саржевого переплетения. В России использовалась крестьянами, шла на недорогие летние костюмы, офицерские кители и пр.[2]
- Корд — шерстяная ткань, среднетяжелая, на ощупь плотная, прочная. Поверхность ткани слабо ворсистая, ясно выраженное ткацкое переплетение в виде рубчиков. Вырабатывают её из тонкой кардной крученой пряжи (типа мулине). Из этой ткани шьют дамские костюмы, плащи, мужскую одежду.
- Кордура (CORDURA®) — синтетический, износоустойчивый, водоотталкивающий материал.
- Креп — шелковая ткань, обычно однотонная. Благодаря особой выделке имеет шероховатую поверхность, будто с бугорками:
  - Крепдешин — шелковая ткань с умеренным блеском, поверхность мелкозернистая вследствие применения в утке попеременно крепа левой и правой крутки. Вырабатывается ткань полотняным переплетением из шелка-сырца в основе и крепа в утке; она может быть гладкокрашеной и напечатанной. Из крепдешина шьют блузки, платья, изготовляют шали;
  - Креп-жоржет — шелковая ткань, тонкая, полупрозрачная, более блестящая, чем крепдешин. Вырабатывается полотняным переплетением, из крепа в основе и утке, отличается жесткостью, упругостью, сыпучестью. Из данной ткани шьют платья, блузки, используют для отделки;
  - Креп-шифон — ткань, относящаяся к креповой подгруппе группы тканей из натуральных шелковых нитей, вырабатываемая полотняным переплетением из перекрученного шелка-крепа в основе и утке (поверхностная плотность — 25 г/м²). Для креп-шифона характерна матовая поверхность;
  - Креп-сатин — шелковая ткань, относящаяся к группе тканей из искусственных нитей и представляющая собой ткань атласного переплетения с гладкой блестящей лицевой стороной и матовой с креповым эффектом изнанкой (поверхностная плотность — 250 г/м²). Обе стороны могут использоваться как лицевые.
- Кретон — хлопчатобумажная ткань из окрашенных в разные цвета нитей, дающих геометрический орнамент. Шла на обивку мебели, драпировки.
- Кримплен — синтетическая ткань
- Круль — шерстяная, среднетяжелая ткань, на ощупь мягкая; фактура ткани рельефная, с узелками, спиралями. Из данной ткани шьют дамские костюмы и плащи.
- Крэш (Кринкл) — жатая ткань. Долговечные складки, морщины и заломы, которые создаются на ткани благодаря длительному воздействию пресса. Для изготовления ткани-крэш используют тонкие, либо синтетические материалы. На таких тканях заломы держатся долго и не распрямляются.
- Кумач — хлопчатобумажная ткань полотняного переплетения красного цвета. В России шла на крестьянские рубахи, сарафаны и пр.[2]
- Купро — вискоза с медноаммиачным волокнами. Изготоавливается химическим путём из натурального сырья — древесины и хлопка. Ткань обладает шелковистым блеском, красиво драпируется, хорошо впитывает влагу и пропускает воздух.

## Л
- Лайкра — высокорастяжимое (до 400 %) волокно, применение которого в смеси с другими обеспечивает высокую растяжимость и эластичность полотна. Нашло широкое применение при выработке полотен, используемых для изделий, плотно облегающих фигуру человека — купальников, спортивной одежды, платьев, брюк и пр.
- Лаке — вид отделки тканей шелкового ассортимента, в результате которой поверхность ткани становится блестящей и гладкой, как у атласа.
- Ластик (ткань) — хлопчатобумажная ткань атласного переплетения, толще сатина, но тоньше демикотона.
- Лиоцелл (он же Тенцель, Орцел).
- Лоден (Loden) — шерстяная ткань, тяжелая или среднетяжёлая, на ощупь грубая. Поверхность ткани увалена, застил закрывает ткацкое переплетение. Обычно ткань мелиорируется. Из неё шьют спортивные плащи и цельнокроеные комбинезоны.
- Лён — это ткань с гладкой поверхностью и матовым блеском, получаемая изо льна. Льняное волокно получают из кожицы растения.
- Люстрин — шерстяная или полушерстяная глянцевая ткань.

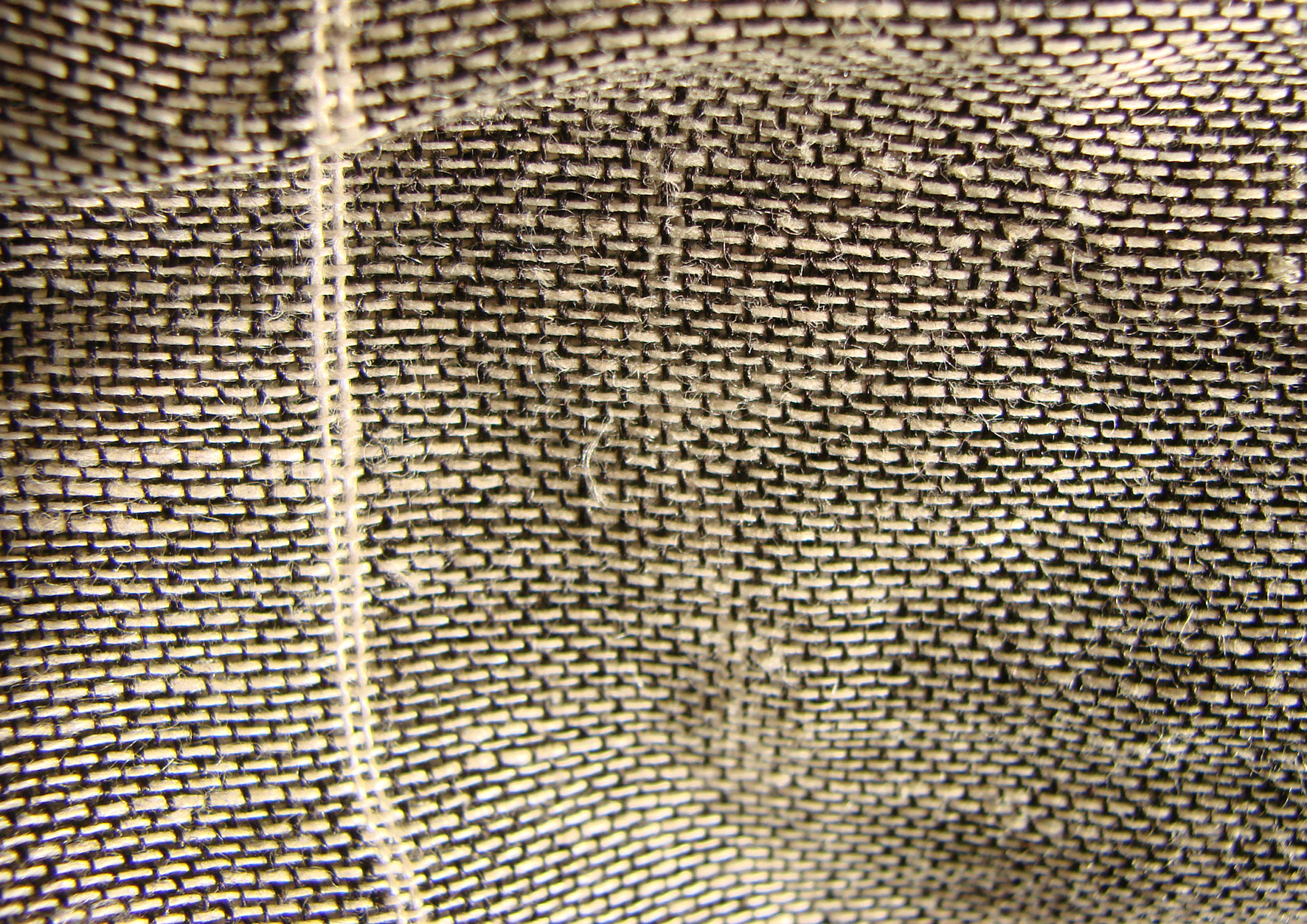
Лён

## М
- Мадаполам — хлопчатобумажная бельевая ткань полотняного переплетения, гладкая, глянцевитая и жёсткая на ощупь. Суровьём для мадаполама служит миткаль, подвергаемый при отделке белению, сравнительно сильному аппретированию и лощению[5].
- Манчестер (бархат, вельвет уточно-ворсового переплетения).
- Маркизет — почти прозрачная тонкая бумажная или шелковая ткань изготовленная из пряжи в две скрученные нити. Часто использовалась для тканевых навесов от солнца над окнами (маркизок).
- Марля — очень редкая, прозрачная и вместе с тем лёгкая по весу хлопчатобумажная ткань. Прозрачность и лёгкость этой ткани достигается тем, что как основные, так и уточные нити не прилегают в марле одна к другой вплотную, как в обычных тканях, а отделяются более или менее заметными промежутками.
- Марселин — плотная тонкая однотонная шерстяная ткань.
- Махровая ткань — это натуральная ткань, поверхность которой состоит из ворса (петель основных нитей). Ворс может быть как одинарным (односторонним), так и двойным (двусторонним). Кроме односторонней и двухсторонней, различают также ткань с рельефным рисунком в структуре махры и ткань со стриженным ворсом (стриженная махра).
- Меринос — шерстяная ткань, как правило, одноцветная.
- Мешковина — грубая прочная ткань, вырабатываемая из толстой пряжи полотняным переплетением нитей (см. холст). Пряжа для мешковины изготовляется из грубостебельных (жёстких лубяных) волокон: джута, кенафа, канатника, конопли и т. п. Мешковина используется для изготовления мешков, грубой одежды, грубых фильтров для воды и технических жидкостей, и как паковочная ткань.
- Микрофибра — ткань, произведённая из волокон полиэфира, также может состоять из волокон полиамида и других полимеров. Своё название ткань получила из-за толщины волокон, составляющей несколько микрометров. Микроволокно используется в производстве тканых, нетканых и трикотажных тканей. Может быть использована в производстве одежды, обивке, в промышленных фильтрах, в уборочной продукции.
- Миткаль — суровая тонкая хлопчатобумажная ткань полотняного переплетения. Миткаль используется как полуфабрикат в производстве клеёнки, дерматина и др. В результате соответствующей отделки из миткаля получают ситец и бельевые ткани — мадаполам, муслин и др.
- Молескин — плотная прочная хлопчатобумажная ткань, обычно окрашенная в тёмные цвета.
- Мохер — шерсть ангорской козы, козья шерсть. Термин «мохер» используется для всех видов пряжи из этой шерсти или с применением этой шерсти в смеси с другими, а также для изделий и материалов из такой пряжи.
- Модал — специальное вискозное волокно с высоким водоотталкивающим эффектом.
- Муар — шелковая ткань с волнистыми разводами. Шла на отделку, орденские ленты:
  - Муар-антик — муар с крупными разводами;
  - Громуар — муар высшего качества.
- Муслин — тончайшая ткань из хлопка, льна или шелка с полотняным переплетением.
- Мухояр — пестрая домотканая ткань из льна с примесью окрашенных в пряже шерсти или хлопка. В России шла на верхнюю одежду крестьян, мещан.[2]

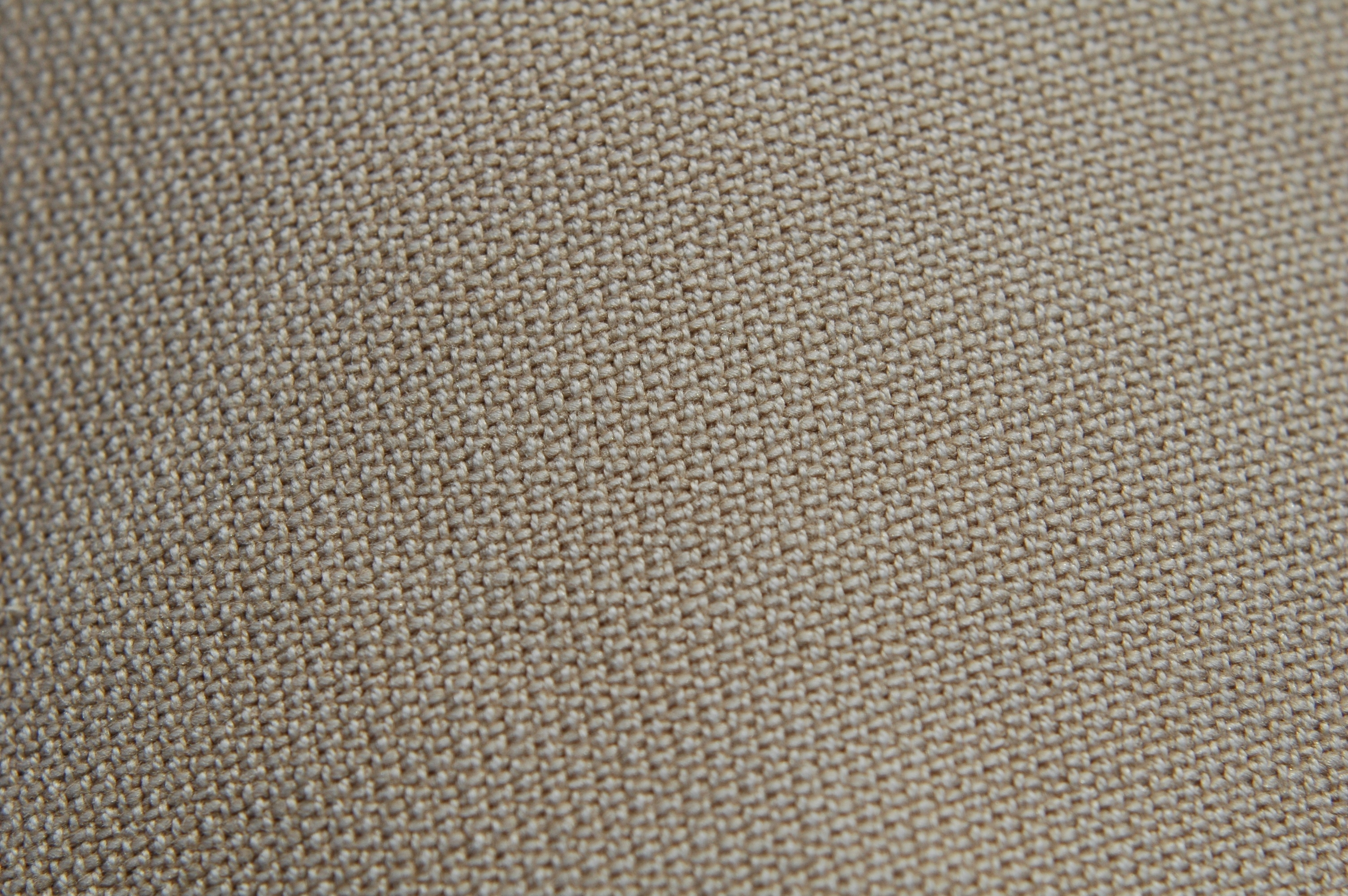
Молескин
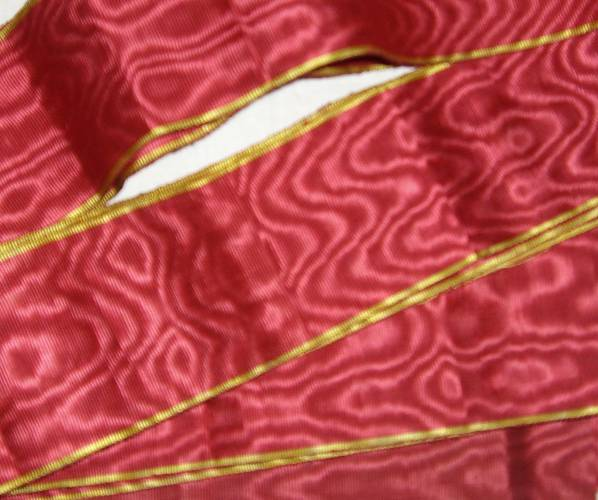
Муаровая лента

## Н
- Набивная ткань — ткань, поверхность которой украшена печатным рисунком. Первоначально набивная ткань вырабатывалась ручным способом — набивкой (набойкой). Впоследствии термин «Набивная ткань» стали применять также для тканей, на которых рисунок наносится тканепечатающими машинами.
- Нанка — грубая, плотная, желтоватого оттенка или серая очень дешёвая хлопчатобумажная ткань.
- Нате — шерстяная и шелковая ткань с характерной пластичной поверхностью. Изготовляется из толстой в основе и тонкой в утке пряжи, благодаря чему образуется равномерно повторяющийся рисунок. Из шерстяного нате шьют дамские пальто, плащи и костюмы, из шелковой ткани — женские платья.

## О

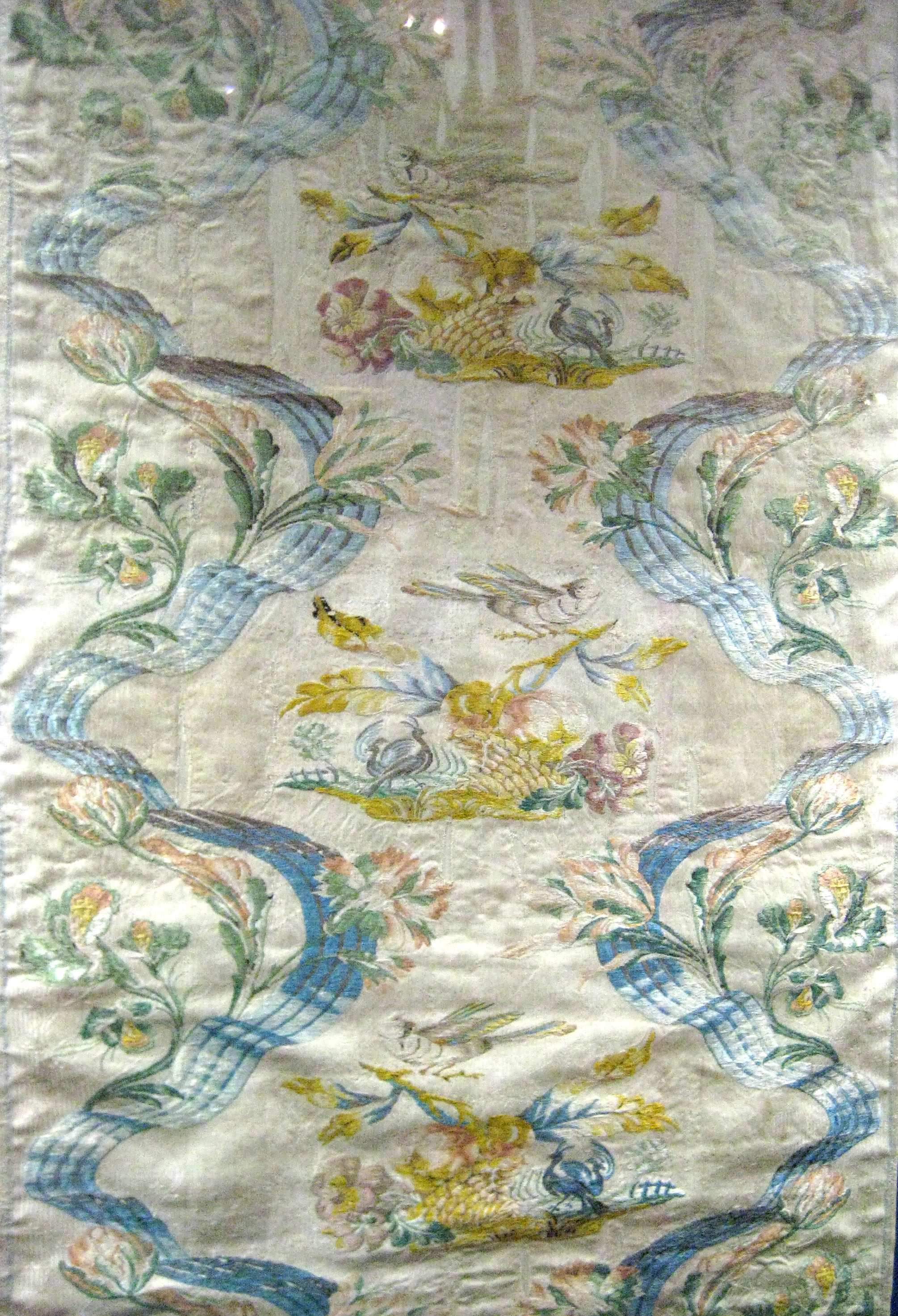
Французская объярь, XVIII век

- Объярь — разновидность муара, старинная шелковая ткань, иногда с включением золотой или серебряной нити[6].
- Омбре — шелковая легкая ткань с характерными повторяющимися продольными линиями цветовой гаммы. Изготовляется из тонкого натурального или цветного вискозного шелка. Из данной ткани шьют дамскую одежду, галстуки.
- Органза — тонкая жесткая прозрачная ткань, сделанная из полиэстера, шёлка или вискозы.
- Органди — очень тонкая жесткая прозрачная матовая шелковая ткань, выработанная мелкоузорчатым переплетением. Применяют для отделки платьев, изготовления воротничков, жабо и др.
- Органтин — хлопчатобумажная, редкая, сильно накрахмаленная ткань, изготовленная из тонкой пряжи. Используют как подкладочный материал, сохраняющий форму одежды (нижние юбки, чехлы под платья и т. п.). В недалеком прошлом из данной ткани шили свадебные наряды для невест и блузы для торжественных случаев.

## П
- Панама — хлопчатобумажная или шерстяная гладкокрашеная ткань, на ощупь мягкая, блестящая. Вырабатывается двойным или тройным переплетением (т. н. рогожка), в результате чего на поверхности ткани образуются чередующиеся прямоугольники из основных и уточных перекрытий, расположенных в шахматном порядке. Хлопчатобумажная панама используется на дамские платья и блузки. Из шерстяной панамы шьют дамские платья и костюмы.
- Парусина — тяжёлая плотная конопляная, льняная или полульняная ткань из толстой пряжи.
- Парча — художественно-декоративная ткань с шёлковой основой, содержащая в утке или реже в основе металлические нити (золотые, серебряные и пр.). Известна с глубокой древности, в настоящее время производится в небольших количествах и используется в основном в исторических театральных костюмах.
- Пепита — ткань в мелкую клетку (квадраты, ромбы, прямоугольники), расположенную в шахматном порядке; обычно двухцветная или пестротканая, причем одна нить всегда белого цвета.
- Перкаль — плотная хлопчатобумажная ткань из некрученых нитей. В зависимости от толщины используется в авиации, промышленности, изготовления постельного белья (не пропускает пух, перья), женских блузок.
- Пестроткань — ткань с рисунком, образованным в процессе ткачества, с использованием нитей или волокон разных цветов (в отличие от рисунка, образованного окрашиванием готовой ткани). Рисунок обычно имеет вид полос или клеток, и образуется чередованием разноцветных продольных или поперечных нитей (т. н. основы и утка).
- Пестрядь — домотканая ткань из остатков пряжи разного качества (лен, шерсть) или разного цвета. Имела слегка шероховатую поверхность и характерно пестрый цвет, иногда в мелкую клетку. В России шла на крестьянские рубахи, сарафаны и пр.[2]
- Пике — плотная ткань из шелка или хлопчатобумажная. Поверхность покрыта мелкими рубчиками. Шла на отделку и жилеты.
- Плис — хлопчатобумажный бархат с относительно длинным ворсом. Употреблялся в дорогой одежде крестьянами, в дамской обуви.
- Плюш — ворсовая ткань, отличается от бархата более высоким (до 6 мм) и менее густым ворсом. В зависимости от вида ворса различают П. разрезной и неразрезной (петельный), а от способа выработки и отделки — гладкий или рисунчатый, тиснёный и т. д. Плюш применяется для пошива и отделки одежды, обивки мебели, изготовления покрывал, занавесей и т. п.
- Полиамид (нейлон) — синтетическое волокно с исключительным сопротивлением к растяжению и высокой стойкостью к износу.
- Поликоттон — ткань состоящая из смеси полиэстера и хлопка в разных пропорциях.
- Полиэстер — синтетический материал нового поколения. Хорошо пропускает воздух, отличается повышенной мягкостью и простотой в уходе.
- Полубархат — хлопчатобумажная ткань, имеющая на своей поверхности вертикально расположенный ворс, который получен благодаря уточно-ворсовому переплетению. Ткань повышенной плотности по утку, среднетяжелая, ворс хорошей густоты, невысокий, покрывающий равномерно всю поверхность ткани. Полубархат имеет эффектный внешний вид, вырабатывается пестротканым, гладкокрашеным (окрашивается в готовом виде, в куске) или напечатанным (расцвеченный способом).
- Пониток — полусукно из пеньковой или льняной основы и шерстяного утка. В России использовалась для изготовления народной крестьянской верхней одежды.[2]
- Посконь (посконная ткань) — домотканая дешевейшая ткань из конопляного волокна, грубая и неокрашенная. В России находила применение только в крестьянстве у бедняков.[2]
- Поплин — хлопчатобумажная, шелковая или шерстяная ткань (т. н. ложнорепсовая или рубчиковая), плотная, блестящая, гладкая, мягкая. Вырабатывается полотняным переплетением. Вследствие того, что уточные нити распрямлены, а плотность основных нитей больше, чем уточных, лицевая сторона и изнанка ткани созданы из основных нитей, образующих мелкий поперечный рубчик. Поплин может быть отбеленным, гладкокрашеным, напечатанным и пестротканым. Из него шьют мужские сорочки, пижамы, дамские платья и блузы. Из шелкового поплина изготовляют нарядные платья.

## Р
- Равендук — толстое грубое полотно, похожее на парусину. В XVIII в. из пеньки, в XIX в. — из льна.
- Ратин — шерстяная ткань. На лицевой стороне слегка волнистый ворс, особым образом обработанный вальцами.
- Рединка (устар. Борла[7]) — то же, что серпянка.
- Репс — хлопчатобумажная или шёлковая ткань, образованная переплетениями, производными от полотняного переплетения — осно́вный или уто́чный репс. У основного репса более длинные (усиленные) основные перекрытия, чем уточные, у уточного — наоборот, уточные перекрытия длиннее основных.
- Рогожа — грубая хозяйственная ткань. Первоначально производилась из волокон растения рогоз (отсюда и название), а позже и из лыка (мочала). Из такой ткани изготовлялись кули, рогожные мешки, половики, грубая рабочая одежда и т. д.

## С
- Саржа — хлопчатобумажная, шёлковая, шерстяная или искусственная ткань с диагональным переплетением нитей; вырабатывается в основном гладкокрашеной и набивной. Используется как подкладочная, платьевая, техническая и т. п. ткань. Хлопчатобумажная, шерстяная и полушерстяная саржа являлись основной тканью для пошива военной полевой формы многих государств, к примеру таких как «афганка» и «гимнастёрка».
- Сарпинка — хлопчатобумажная ткань полотняного переплетения, полосатая или клетчатая, приготовляется из тонкой (60—80), заранее крашенной пряжи. Изготовляется главным образом приволжскими немцами-колонистами.
- Сатин — ткань сатинового переплетения нитей из хлопчатобумажного или синтетического волокна. Имеет гладкую, шелковистую лицевую поверхность, на которой преобладают уточные нити; довольно плотен и блестит; выпускается в основном гладкокрашеной, набивной и отбелённой. Применяется для изготовления платьев, мужских рубашек, как подкладочная ткань и т. д. Благодаря своим качествам сатин широко используется для изготовления постельного белья.
- Сермяга — грубое домотканое неокрашенное и неотбеленное сукно серого или бурого цвета, армячина.[2]
- Серпянка — редкая неплотная льняная ткань.
- Синель — велюровая ткань, изготовленная из специальной синельной нити.
- Сизаль — натуральное грубое волокно, получаемое из листьев растения Agava sisolana из рода Агава, иногда сизалем называют и само растение.
- Ситец — лёгкая хлопчатобумажная гладкокрашеная или набивная ткань, получаемая в результате специальной отделки сурового миткаля.
- Стамед — шерстяная ткань диагонального переплетения. Красного цвета, шла на подкладку, обычно мундирную.
- Стекловолокно — очень прочная ткань, по своим свойствам веса тяжелее кевлара и карбона. Используется для изготовления бронежелетов. стиль милитари.
- Стёганое полотно — это прошитые насквозь два куска ткани, между которыми находится слой ватина или ваты[1]. Изготовление стеганого полотна также называется квилтингом.
- Сукно — шерстяная ткань, на ощупь мягкая, плотная. Поверхность ткани умеренно блестящая. Вырабатывается переплетением усиленный сатин из кардной средней толщины пряжи в основе и аппаратной толстой пряжи в утке. В отделке ткань подвергают ворсованию, затем ворс стригут и запрессовывают. Из сукна шьют дамские костюмы и пальто. Название происходит от чешского слова «соукать» (зоика!) — мять, валять. Ткань известна издавна, изготовлялась она в домашних условиях.

## Т
- Тарлатан — недорогая мягкая редкого переплетения хлопчатобумажная ткань типа кисеи, шла на платья.
- Тафта — тонкая и плотная шелковая или хлопчатобумажная ткань.
- Твид — шерстяная ткань, эластичная, среднетяжелая, мягкая на ощупь, с небольшим ворсом. Бывает меланжевая, мулинированная ткань, чаще с цветными узелками. Из данной ткани шьют дамские платья, юбки, костюмы, пальто, а также мужские пиджаки и брюки.
- Термолама — очень плотная толстая шелковая ткань золотистого цвета; дорогостоящая, шла на шлафроки.
- Терно — дорогая шерстяная ткань диагонального переплетения из высококачественной шерсти горной козы, употреблялась для шалей и женских платьев.
- Тибет — двусторонняя шерстяная ткань диагонального переплетения из шерсти горной козы, употреблялась для шалей.
- Тик — грубая плотная льняная или хлопчатобумажная ткань полотняного переплетения с полосами красного или синего цвета. Для рабочей одежды, обивки мебели.
- Трикотин — лёгкая шерстяная ткань, эластичная, гладкокрашеная, с характерной структурой (полосками), напоминающей вязание. Название произошло от французского слова трико — вязание. Из этой ткани шьют дамские платья и костюмы.
- Трип — утрехтский бархат, шерстяная ткань с ворсом на лицевой стороне. Употреблялась для верхней одежды, шляп, обивки мебели или экипажей.
- Туаль — тонкая натуральная шёлковая ткань с полотняным плетением и блеском, использующаяся на подкладке дорогой одежды.
- Тюль (ткань) — лёгкая прозрачная сетчатая гладкая или узорчатая ткань(хлопчатобумажная, полушёлковая и др.).

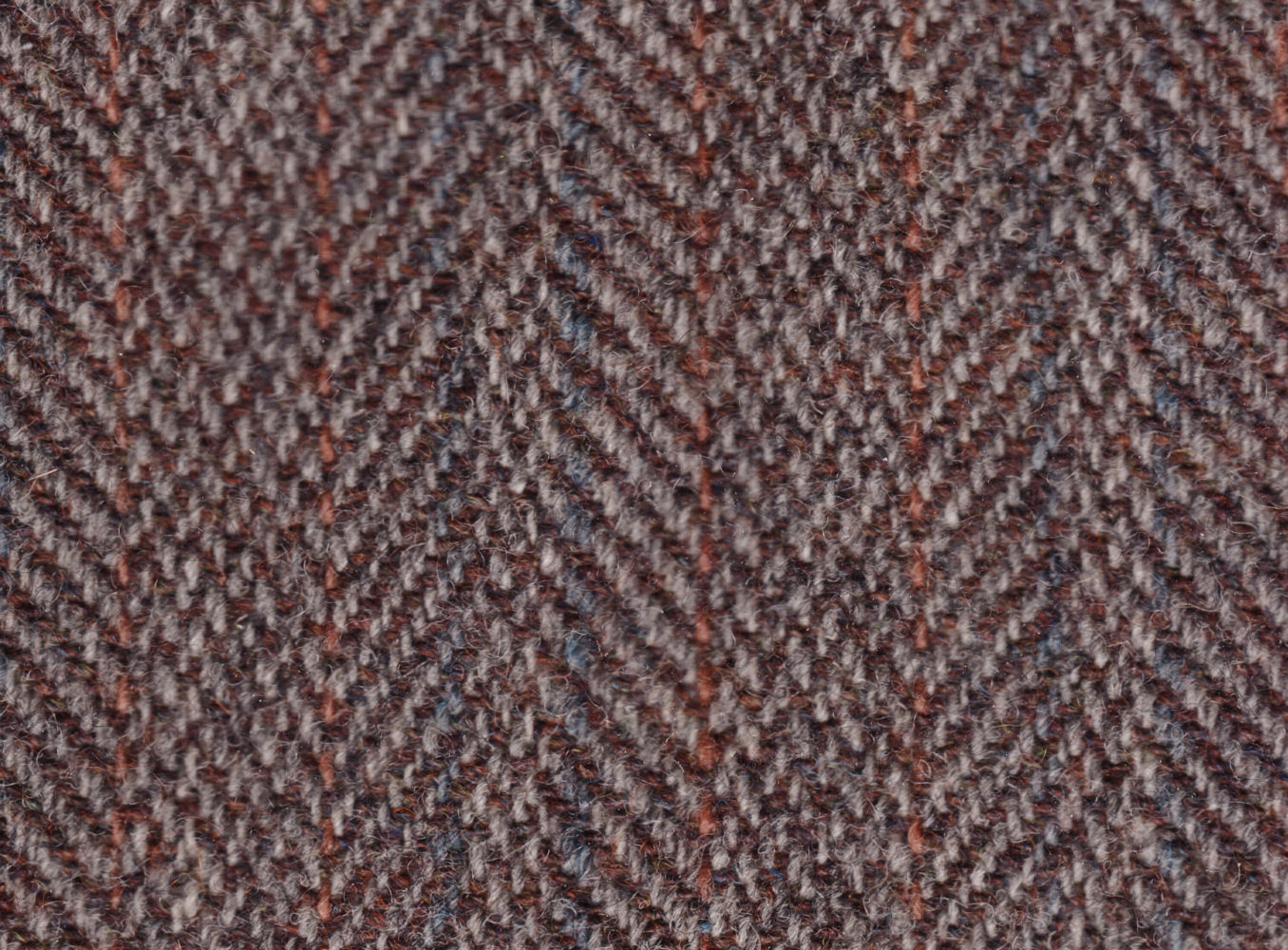
Твид
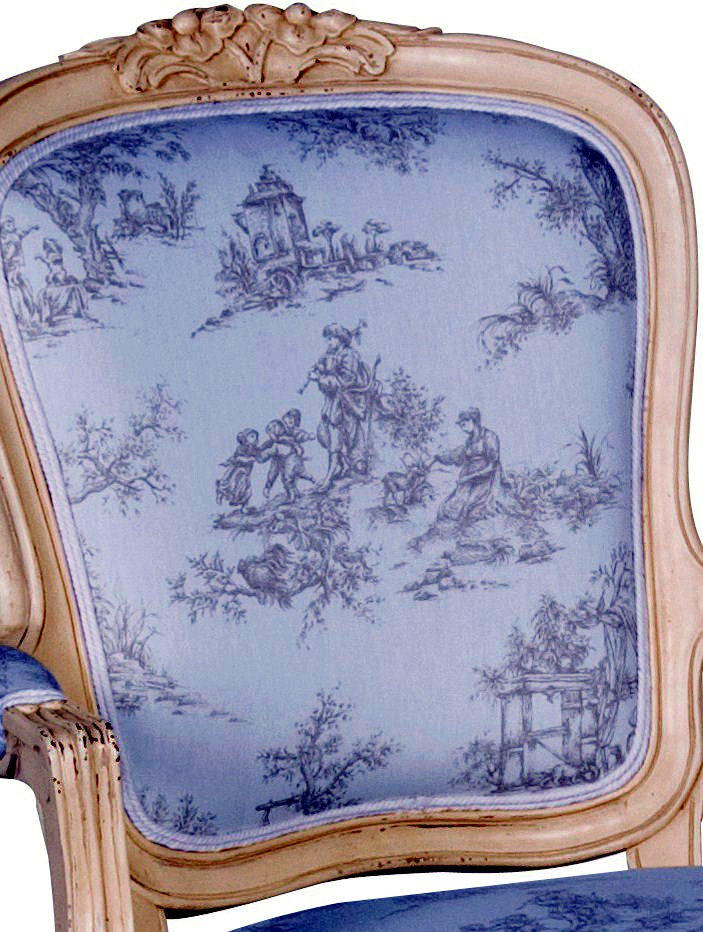
Туаль
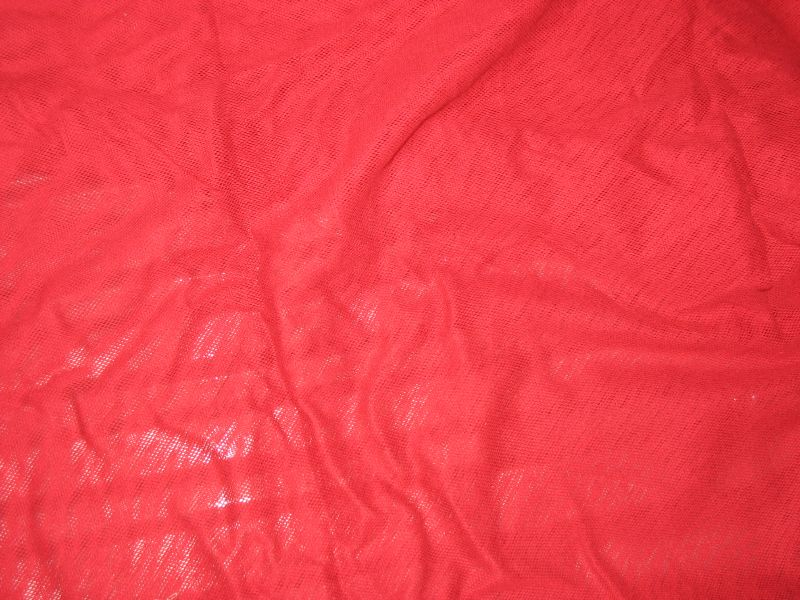
Тюль

## Ф

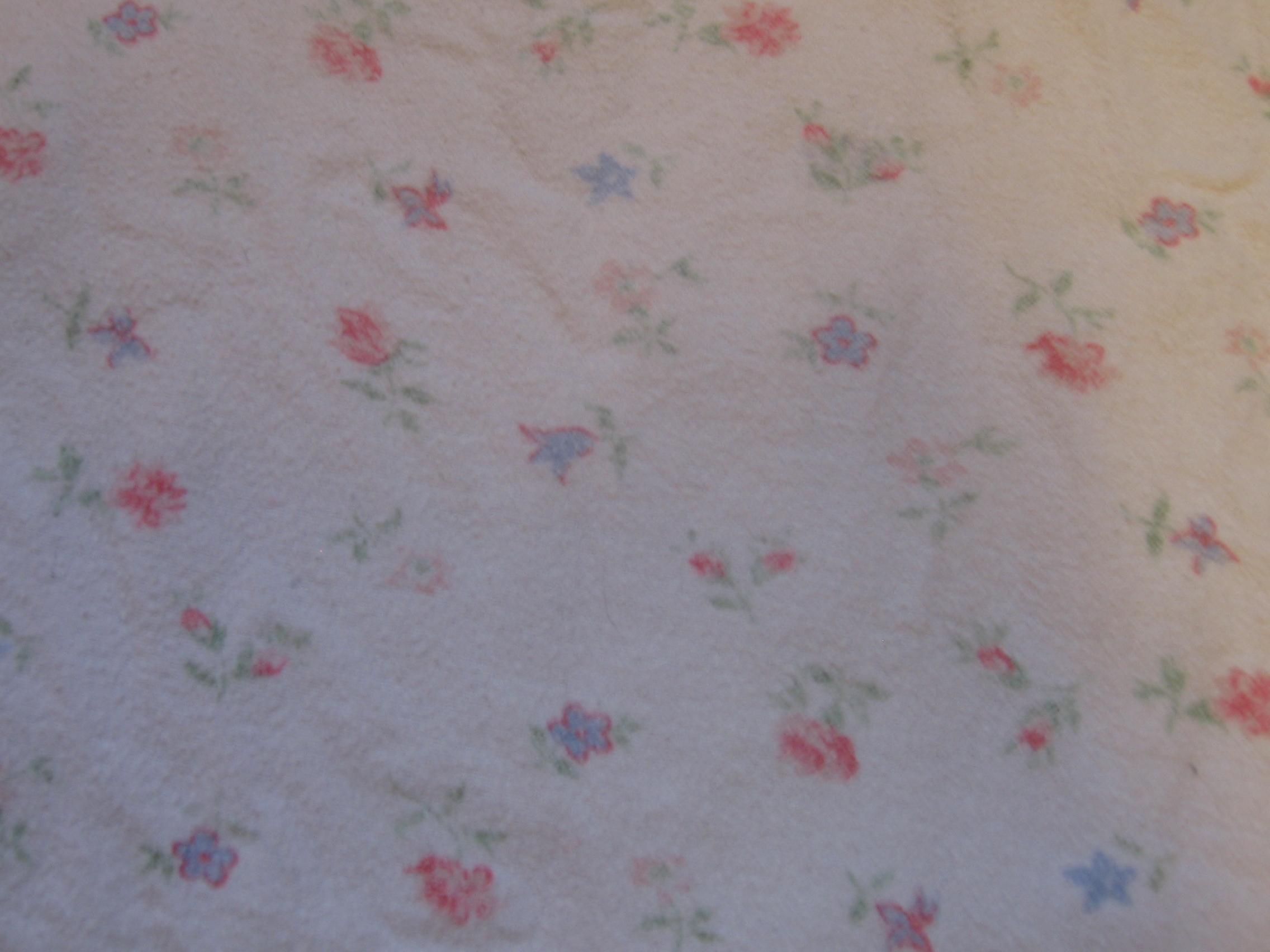
Фланель

- Фай — шёлковая ткань репсового переплетения.
- Фатин — лёгкая сетчатая ткань средней жёсткости, вуаль из полиэстерной нити. Полупрозрачная, матовая или блестящая. В отличие от тюля, фатин всегда гладкий и однородный. Плотность фатина — от 15 до 40 граммов на квадратный метр.
- Фетр — сорта войлока, изготавливаемые из тонкого пуха кроликов или коз.
- Фламинго — шелковая, обычно гладкокрашеная, иногда напечатанная (набивная), на поверхности ткани выпуклые рубчики типа репсового переплетения. Ткань вырабатывается саржевым переплетением. Из неё шьют летние женские платья, платья для девушек.
- Фланель — хлопчатобумажная, шерстяная или полушерстяная ткань полотняного или саржевого переплетения, с пушистым двусторонним или односторонним равномерным редким начёсом. Теплосберегающий, мягкий, приятный на ощупь материал.
- Флис — популярное синтетическое трикотажное полотно из полиэстера для изготовления тёплой одежды. Изобретён в 1979 году.
- Флауш — шерстяная, на ощупь мягкая ткань с длинным, частично лежащим ворсом. Она среднетяжёлая, редко меланжевая. Из данной ткани шьют дамские и мужские пальто.
- Флок (в переводе с немецкого — «снежинки» или «хлопья») — материал, чаще всего применяемый для обивки (декоративной обтяжки) мебели. Также используется в салонах автомобилей.
- Фофудья — восточная златотканная материя.
- Фреска — шерстяная эластичная пористая ткань, на ощупь жесткая, колючая; структура этой ткани, вырабатываемая полотняным переплетением, редкая, хорошо заметна, если данную ткань наложить на другой материал более яркого цвета. Эту ткань рекомендуют для домашней одежды, спортивных блуз, рубашек.
- Фриз — дешёвая грубая шерстяная ткань со слегка вьющимся ворсом.
- Фуляр — лёгкая шелковая ткань, очень мягкая, одноцветная или с орнаментом. Употреблялась для платков, косынок.
- Футер — тёплая мягкая ткань с небольшим начёсом с изнанки.

## Х
- Хлопок — волокно растительного происхождения, покрывающее семена хлопчатника, важнейшее наиболее дешёвое и распространённое растительное волокно. В русской технической литературе до второй половины XIX века вместо слова «хлопок» применяли термин «хлопчатая бумага», сохранившийся до настоящего времени в словах: хлопчатобумажная ткань, хлопчатобумажная промышленность и других.
- Холст — конопляная или льняная ткань с полотняным (то есть, перпендикулярным с чередованием нахлёстов через одну нить) переплетением пряжи. Холст из конопли, имеющий желтоватый цвет, был более распространен в средней полосе России, так как конопля лучше произрастала в сложных природных условиях. Он обычно толще и грубее серебристого льняного холста, но имеет более высокую износоустойчивость. В народе ткали холст разных по качеству сортов: для тонких обрядовых полотенец, праздничной или рабочей одежды.

## Ч
- Чесуча — плотная шёлковая ткань, обычно желтовато-песочного цвета.

## Ш
- Шалон — двусторонняя легкая шерстяная ткань диагонального переплетения для верхней одежды.
- Шанжан — ткань хлопчатобумажная, пестротканая, среднетяжелая, с контрастной фактурой основы и утка. Применяя различно окрашенные нити для основы и утка при выработке гладких тканей, получают эффект переливающегося цвета, т. н. эффект «шанжан». Из этой ткани шьют дамские пальто, платья, спортивные блузы, куртки, летнюю мужскую одежду.
- Шевиот — ткань, производимая из шерстяной или смешанной пряжи. Название происходит от Чевиотских гор (Cheviot Hills) в Великобритании. Традиционный шевиот изготавливается из шерсти шевиотских овец (Cheviot sheep). Также шевиотом называется ткань, производимая из крапивного волокна, и называемая так, возможно, за своё сходство с известной шерстяной тканью.
- Шенилл — обычно обивочная или портьерная ткань, в плетение которой включена особая, мохнатая как гусеница, нить (гусеница по-французски — «шений» — chenille).
- Шёлк — мягкая ткань из нитей, добываемых из кокона тутового шелкопряда. Изначально шёлк происходил из Китая и был важным товаром, который доставлялся в Европу по Шёлковому пути. Длина шёлковой нити (шелковины[1]) из одного кокона достигает 800—1000 м. Нить имеет треугольное сечение и, подобно призме, отражает свет, что вызывает красивое переливание и блеск.
- Шине — несколько разновидностей легкой шелковой ткани особой выделки с характерной размытостью контура орнамента. Употреблялась в парадных, часто подвенечных платьях.
- Шифон — очень тонкая и лёгкая шёлковая ткань из туго скрученных нитей, чем достигается её прозрачность. В качестве волокна также может быть использован полиамид.
- Шотландка — ткань, вырабатываемая из хлопчатобумажной, шерстяной пряжи, различных химических нитей саржевым переплетением с рисунком в крупную клетку, типичным для тканей национальной шотландской одежды. Шотландку используют для пошива школьной формы, платьев и верхних мужских сорочек. Второе, менее распространённое, но более правильное название узора шотландки и самой ткани — тартан, то есть плотная шерстяная ткань в клетку, используемая для пошива шотландских юбок — килтов.
- Штапель — мягкая шелковистая, разнообразной окраски ткань из шелковистого волокна. Широкое распространение получила в середине XX века из-за относительной дешевизны. Ткань обладает одним недостатком — сильно садится после стирки.
- Штоф — очень плотная шелковая ткань. Употреблялась в верхней одежде, драпировках, обивке мебели, текстильных обоях.

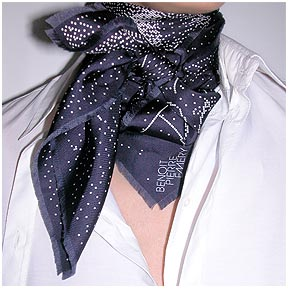
Шёлк
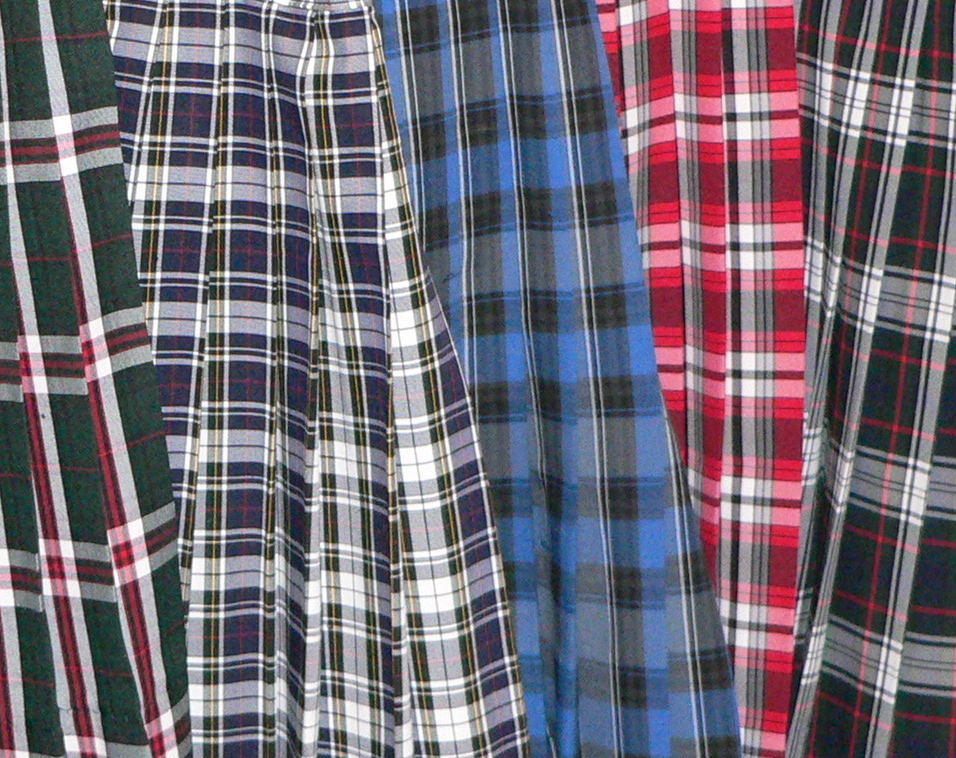
Шотландка

## Э
- Эпингель — шерстяная ткань с поперечной полоской (ребристой, рельефной поверхностью), причем полосы различной толщины и ширины. Это очень легкая, иногда среднетяжелая ткань, гладкокрашеная, чаще темных тонов. Вырабатывается из тонкой гребенной пряжи. Шьют из этой ткани дамские костюмы и пальто.
- Этамин — хлопчатобумажная прозрачная, редкотканная, легкая, воздухопроницаемая ткань. Вырабатывают её из очень тонкой пряжи. Ткань бывает узорчатой или с вышивкой, выполненной машинным способом. Из этамина шьют дамские летние платья и блузы.